# Robert Arnaut
Robert Arnaut, né le 24 juin 1929 à Toulouse et mort le 1er août 2013, à Paris, est un journaliste reporter français, homme de radio, producteur à France Inter, écrivain et conteur.
Surnommé « le griot blanc », il est un des grands « raconteurs » de la radio française. Sa devise était « La radio peut aussi être un art, et le son peut être supérieur à l’image ».

## Biographie
Après des études de droit et d'art dramatique au conservatoire de Toulouse, il entre à Radio France en 1952 où il reste plus de 50 ans jusqu'en 2008.
À partir de 1958 et jusqu'en 1985, il sillonne l'Afrique, y passant parfois jusqu'à 6 mois par an, afin d'y collecter des traditions orales et il y effectue de nombreux reportages radiophoniques.
Sur France Inter, il débute dans l'émission de fin de semaine l'Oreille en coin (1968-1990), pour laquelle il produit des reportages pendant 15 années. Il anime ensuite ses propres  émissions hebdomadaires Balcon sur le rêve (1962), Le Cabaret de l'absurde, Paroles d'hommes, Chroniques sauvages, diffusée chaque samedi de 15 heures à 16 heures (de 1985 jusqu'en septembre 1996), puis Histoires possibles et impossibles, diffusée tous les dimanches de 13 h 20 à 14 heures (de septembre 1996 jusqu'en juin 2006).
Robert Arnaut a également écrit plusieurs romans (les Corneilles Blanches en 1996, Les Violettes Sauvages, chroniques toulousaines 1892-1939 en 2012), des biographies (Albert Schweitzer, Marcel Carné ainsi qu'une biographie du psychiatre et médecin militaire, Henri Collomb en 2004) et des récits historiques (Sur les traces de Stanley et Brazza, en 1989).